# Dmytro Hryhorak
Dmytro (Bohdan) Hryhorak (in ucraino Дмитро Григорак?; Ivano-Frankivs'k, 1º gennaio 1956) è un vescovo cattolico ucraino della Chiesa greco-cattolica ucraina, dal 23 luglio 2011 eparca di Bučač.

## Biografia
Dmytro Hryhorak (battezzato con il nome di Bohdan) è nato a Ivano-Frankivs'k il 1º gennaio 1956.

### Formazione e ministero sacerdotale
Dal 1963 al 1973 ha compiuto gli studi secondari nella città di Ivano-Frankivs'k. Nel 1973 è stato ammesso all'Istituto per il petrolio e il gas di Ivano-Frankivs'k. Nel 1978 ha conseguito la laurea in ingegneria meccanica. Ha quindi lavorato in diverse fabbriche della città di Ivano-Frankivs'k come ingegnere e designer.
Il 14 ottobre 1989 è entrato nell'Ordine basiliano di San Giosafat. Ha compiuto il noviziato a Gošev e Krechov tra il 1990 e il 1991. Dal 1991 al 1996 ha studiato nel seminario dei monaci basiliani e presso l'Istituto spirituale teologico-catechetico di Ivano-Frankivs'k. Ha completato gli studi teologici con la laurea in ecclesiologia conseguita presso l'Università Cattolica di Lublino.
Il 21 settembre 1992 è stato ordinato diacono e il 25 ottobre dello stesso anno presbitero da monsignor Sofron Dmyterko. In seguito è stato collaboratore pastorale della parrocchia di Cristo Re a Ivano-Frankivs'k, cappellano in un monastero basiliano femminile e cappellano del carcere di Ivano-Frankivs'k. Il 2 febbraio 1997 ha emesso la professione solenne. È stato poi inviato come missionario in Volinia, nelle città di Volodymyr-Volyns'kyj e Luc'k. Nel 1998 è stato nominato parroco e superiore del monastero di San Basilio Magno a Luc'k. Ha iniziato a costruire un complesso di edifici ecclesiastici. Allo stesso tempo, è stato assistente dell'organizzazione "UMH" e ha organizzato sessioni di preghiera interconfessionale ecumeniche. Ha particolarmente curato ed è stato l'ispirazione spirituale della ONG "Movimento per la vita". Ha contribuito a ricostruire la vita spirituale e il servizio della Chiesa greco-cattolica ucraina in Volinia, la terra del santo martire Giosafat Kuncewycz.
Il 28 luglio 2007 papa Benedetto XVI lo ha nominato amministratore apostolico ad nutum Sanctae Sedis dell'eparchia di Bučač. Nel gennaio dell'anno successivo ha compiuto la visita ad limina.

### Ministero episcopale
Il 23 luglio 2011 papa Benedetto XVI ha dato il suo assenso all'elezione canonicamente fatta dal Sinodo dei vescovi della Chiesa greco-cattolica ucraina a eparca di Bučač. Ha ricevuto l'ordinazione episcopale il 18 settembre successivo nella cattedrale dei Santi Pietro e Paolo a Čortkiv dall'arcivescovo maggiore di Kiev-Halyč Svjatoslav Ševčuk, co-consacranti l'eparca di Ternopil'-Zboriv Vasyl' Semenjuk e l'eparca emerito di Ivano-Frankivs'k Sofron Stefan Wasyl Mudry.
Nel febbraio del 2015 ha compiuto una seconda visita ad limina.

## Genealogia episcopale
La genealogia episcopale è:
- Patriarca Geremia II Tranos
- Arcivescovo Michal Rahoza
- Arcivescovo Hipacy Pociej
- Arcivescovo Iosif Rucki
- Arcivescovo Antin Selava
- Arcivescovo Havryil Kolenda
- Arcivescovo Kyprian Žochovs'kyj
- Arcivescovo Lev Zaleski
- Arcivescovo Jurij Vynnyc'kyj
- Arcivescovo Luka Lev Kiszka
- Vescovo György Bizánczy
- Vescovo Inocențiu Micu-Klein, O.S.B.M.
- Vescovo Mihály Emánuel Olsavszky, O.S.B.M.
- Vescovo Vasilije Božičković, O.S.B.M.
- Vescovo Grigore Maior, O.S.B.M.
- Vescovo Ioan Bob
- Vescovo Samuel Vulcan
- Vescovo Ioan Lemeni
- Arcivescovo Spyrydon Lytvynovyč
- Arcivescovo Josyf Sembratowicz
- Cardinale Sylwester Sembratowicz
- Arcivescovo Julian Kuiłovskyi
- Arcivescovo Andrej Szeptycki, O.S.B.M.
- Cardinale Josyp Ivanovyč Slipyj
- Cardinale Ljubomyr Huzar, M.S.U.
- Arcivescovo Ihor Voz'njak, C.SS.R.
- Arcivescovo Svjatoslav Ševčuk
- Vescovo Dmytro (Bohdan) Hryhorak, O.S.B.M.

## Araldica
| Stemma | Titolare                                 | Descrizione |
|        | Dmytro (Bohdan) Hryhorak Eparca di Bučač | Interzato in palo: al primo d'oro al roveto ardente di rosso movente da un monte di verde, sormontato da un'ombra di sole di 24 raggi diritti di rosso, caricata dei caratteri greci ΙΧC d'oro, la Χ cimata da una croce dello stesso; al secondo, allargato, d'azzurro, alla croce d'oro a tre traverse, la I alla sommità, la I e la III scorciate, sormontata da una colomba in maestà d'argento nimbata d'oro, sormontata da un triangolo d'argento caricato d'un Occhio della Provvidenza d'azzurro; al terzo d'oro alla Vergine orante di carnagione, vestita d'azzurro e ammantata di porpora. Ornamenti esteriori da eparca. Motto: "БОГ Є ЛЯБОВ" (Boh je ljubov, "Dio è amore"). |